# 코마롬

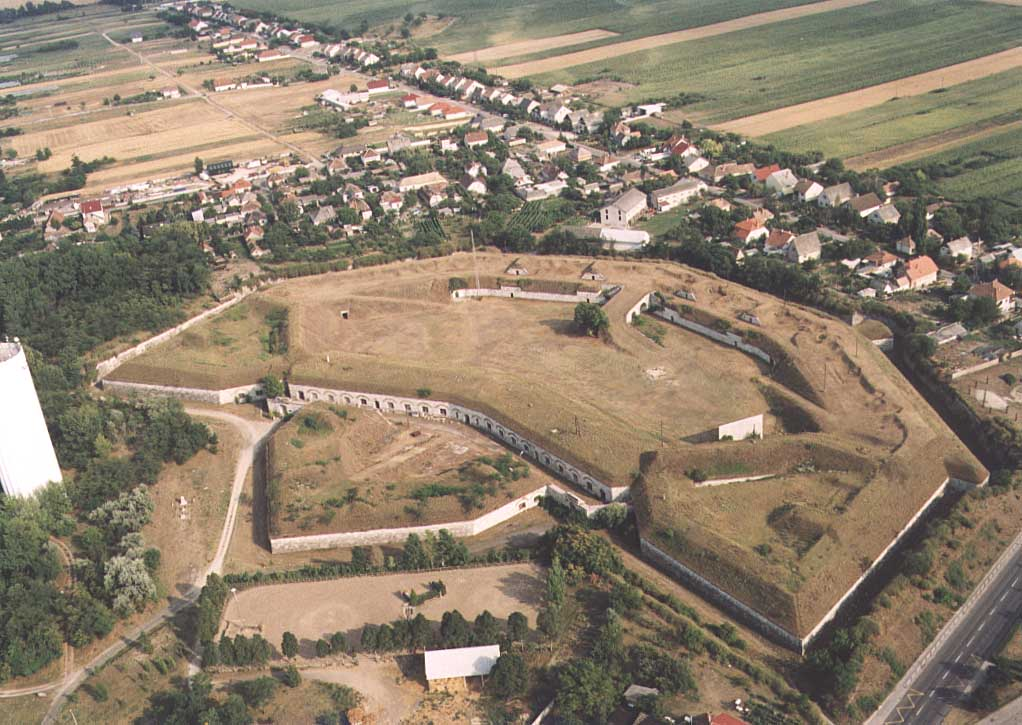
코마롬 요새

코마롬(헝가리어: Komárom, 슬로바키아어: Komárno, 독일어: Komorn, 크로아티아어: Komoran, 세르비아어: Коморан)은 헝가리 북서부 코마롬에스테르곰 주에 위치한 도시로, 면적은 70.19km2, 인구는 19,747명(2009년 기준), 인구 밀도는 280명/km2이며 다뉴브강 우안과 접한다.
1892년 코마롬(Komárom) 마을과 우이쇠니(Újszőny) 마을을 연결하는 철교가 개통되었고 1896년 두 마을이 코마롬이라는 이름을 가진 하나의 마을로 통합되었다. 1920년 체코슬로바키아가 독립하면서 체코슬로바키아령(현재는 슬로바키아령)인 코마르노(Komárno)와 헝가리령인 코마롬(Komárom)으로 나뉘게 되었다.

시 문장

## 같이 보기
- 코마르노